# Râul Ceaga
Râul Ceaga (în ucraineană Чага) este un râu care străbate sudul Republicii Moldova și sud-vestul Regiunii Odesa din Ucraina, afluent de stâng al râului Cogâlnic.
120 km și o suprafață a bazinului de 1.270 km². El izvorăște dintr-o zonă deluroasă aflată în apropierea satului Chircăieștii Noi (Raionul Căușeni, Republica Moldova), curge pe direcția sud, străbate teritoriul raionului Căușeni din Republica Moldova, traversează frontiera dintre Republica Moldova și Ucraina și străbate teritoriile raioanelor Tarutino și Arciz din Regiunea Odesa (Ucraina). Pe măsură ce coboară spre vărsare străbate o vale largă din Bazinul Mării Negre, brăzdată de ravene și se varsă în râul Cogâlnic, în apropierea orașului Arciz. El are un debit foarte mic, iar în verile mai secetoase poate chiar seca pe unele segmente. Apele sale sunt folosite în irigații. 
Principalul afluent se află pe partea dreaptă și anume: Saca (cu o lungime de 52 km și punctul de vărsare în apropiere de satul Cleastitz).
Râul Ceaga traversează următoarele localități: Surchiceni, Baimaclia, Taraclia, Ceaga, Sărățica, Gheorghieni-Vechi, Gura-Văilor, Răileni, Evghenița, Cleastitz, Luxemburg, Peremoga, Cogălniceanu, Fridenstal și Arciz.
Ion Neculcea din Cainari
În anul 1960, pe cursul râului Ceaga, în dreptul localității Voevodul-Mihail, a fost amenajat lacul de acumulare Ceaga cu o suprafață de 2,84 km² și un bazin hidrografic cu volumul de 4,11 milioane m³ .